# Omar Sharif
Michel Demitri Shalhoub (en árabe: عمر الشريـف‎, pronunciación en árabe egipcio: ˈʕomɑɾˤ eʃʃɪˈɾiːf), conocido como Omar Sharif (Alejandría, 10 de abril de 1932-El Cairo, 10 de julio de 2015), fue un actor egipcio de ascendencia libanesa que, después de haber iniciado su carrera en su país natal en la década de 1950, se hizo célebre por sus películas británicas y estadounidenses, sobre todo Lawrence de Arabia (1962), Doctor Zhivago (1965) y Funny Girl (1968). Fue nominado a un Premio Óscar de la Academia por su trabajo en Lawrence de Arabia y además ganó tres Globos de Oro y un Premio César.

## Datos biográficos

### Inicios: Egipto
Debutó a los 22 años en el cine egipcio a las órdenes del maestro Youssef Chahine. El público lo aceptó rápidamente como galán de moda, y así llegó a protagonizar 18 películas seguidas.

### Lawrence de ArabiayDoctor Zhivago

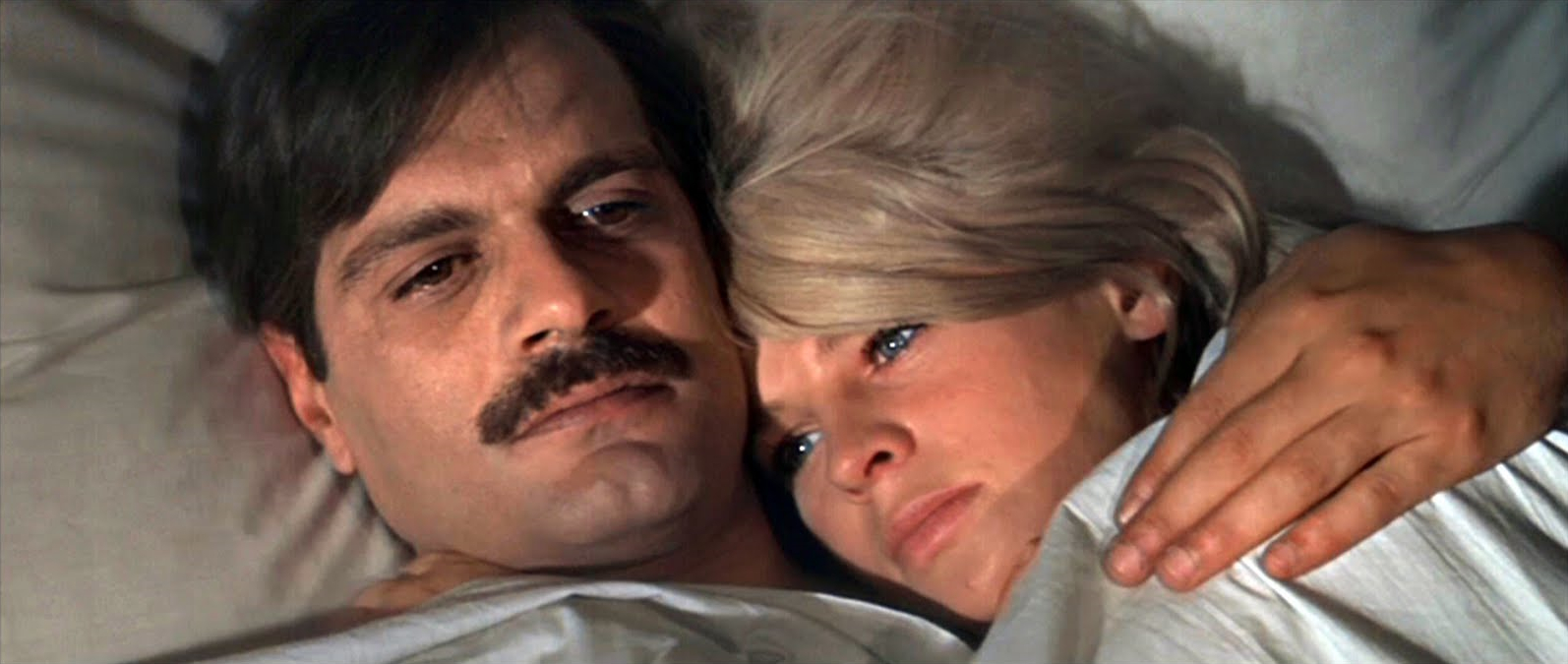
Omar Sharif, junto a Julie Christie, en su papel protagónico en Doctor Zhivago, por el que obtuvo el Globo de Oro al mejor actor.

Cuando David Lean buscaba actores árabes que hablaran inglés para Lawrence de Arabia, vio una foto de Sharif y quedó impresionado por la apariencia física del actor. El papel de príncipe Alí lo llevó a ser proclamado como candidato al Óscar, lo que paradójicamente no le ocurrió con Doctor Zhivago, aunque sí ganó por este trabajo el Globo de Oro al mejor actor en 1965 (véase Anexo:Globo de Oro al mejor actor-Drama, Década de 1960).
Establecido definitivamente en Hollywood, fue reclamado por directores de la talla de John Frankenheimer, Richard Fleischer, Fred Zinnemann, Francesco Rosi, Anatole Litvak, Blake Edwards, William Wyler y Anthony Mann.

### Los años 2000
Su filmografía, cercana a los cien títulos, llena de altibajos, recibió en los últimos años un nuevo impulso, especialmente gracias a El señor Ibrahim y las flores del Corán (François Dupeyron, 2003), por la que Sharif recibió diversos premios.

### El bridge y dificultades con la ley
Su gran afición al bridge (sobre la que se ironizó en Funny Girl, en la que comparte reparto con Barbra Streisand) le interesó en ocasiones más que los rodajes, los cuales anticipó o pospuso en función del calendario de competiciones internacionales de dicho juego. En agosto de 2003 pasó un mes ingresado en prisión y obligado a pagar una sustanciosa multa por haber agredido a un policía en un casino francés.

### Familia
Contrajo matrimonio con la artista egipcia Faten Hamama, motivo por el cual se convirtió al islam, ya que Sharif era cristiano de nacimiento. 
David Lean contrató a su hijo Tarek Sharif para el personaje de Zhivago niño en la secuencia del entierro.

### Salud y fallecimiento
El actor padecía la enfermedad de Alzheimer. Murió a la edad de 83 años, por un infarto.

## Filmografía parcial

### Cine y televisión

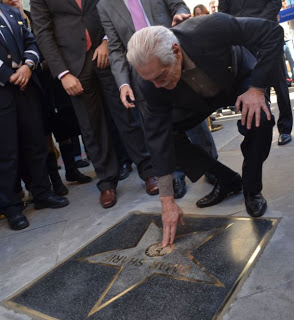
Estrella de Omar Sharif en el 'Paseo de las Estrellas' en Almería (tierra del cine), España, donde rodó Lawrence de Arabia.

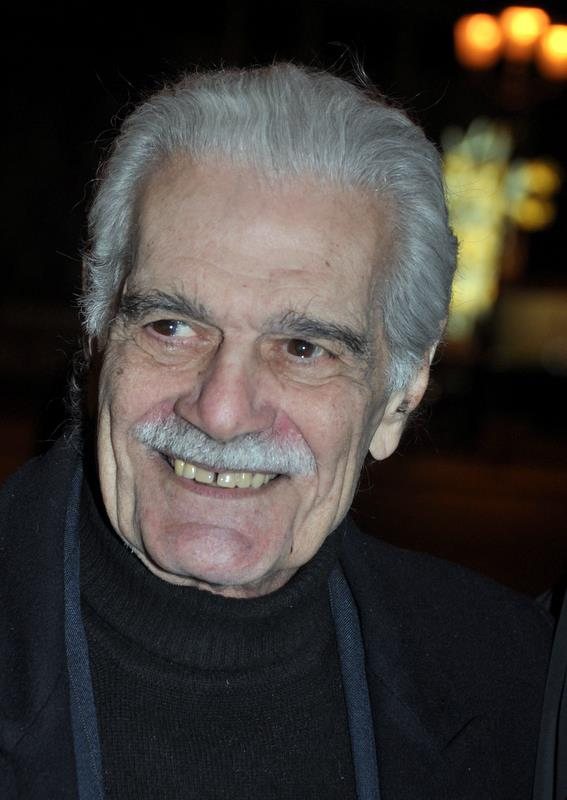
Omar Sharif en 2013.

- El viajero (Al Mosafer), de Ahmad Maher (2009)
- El último templario (2009, miniserie)
- 10 000 a. C. (2008)
- Los Diez Mandamientos (TV) (2006)
- Fuoco su di me (Disparadme)] (2006)
- One Night With the King (2006)
- Imperium: Saint Peter

San Pedro(2005)
- Hidalgo (2004)
- El señor Ibrahim y las flores del Corán (2003)
- The Parole Officer (2001)
- The 13th Warrior (El Guerrero Número 13 / 13 guerreros (1999)
- Mysteries of Egypt
- Los Viajes de Gulliver (TV) (1996)
- Mayrig (Mother) (1992) (además, guionista)
- Más allá de la justicia (1991)
- Les Pyramides Bleues (1987)
- Harem (TV) (1986)
- Top Secret! (1984)
- Hielo verde (1981)
- Bloodline de Terence Young (Lazos de sangre, 1979)
- Ébano (1979)
- La Pantera Rosa ataca de nuevo (1976)
- Funny Lady (1975)
- El enigma se llama Juggernaut, de Richard Lester (1974)
- La semilla del tamarindo (1974)
- El furor de la codicia (1971)
- The Horsemen (Orgullo de estirpe), de John Frankenheimer (1971)
- El último valle (1970)
- El oro de Mackenna (1969)
- Che!, de Richard Fleischer (1969)
- Mayerling, de Terence Young (1968)
- Funny Girl (1968)
- C'era una volta (1967)
- La noche de los generales (1966)
- Doctor Zhivago (1965)
- Genghis Khan (1965)
- La caída del Imperio Romano (1964)
- El Rolls-Royce amarillo (1964)
- Lawrence de Arabia (1962)

## Premios y nominaciones
Óscar
| Año  | Categoría              | Película           | Resultado |
| ---- | ---------------------- | ------------------ | --------- |
| 1963 | Mejor Actor de Reparto | Lawrence de Arabia | Nominado  |

Globos de Oro
| Año  | Categoría              | Película           | Resultado |
| ---- | ---------------------- | ------------------ | --------- |
| 1966 | Mejor Actor - Drama    | Doctor Zhivago     | Ganador   |
| 1963 | Mejor Actor de Reparto | Lawrence de Arabia | Ganador   |
| 1963 | Nueva Estrella del Año | Lawrence de Arabia | Ganador   |

Festival Internacional de Cine de Venecia
| Año  | Categoría                          | Película                                | Resultado |
| ---- | ---------------------------------- | --------------------------------------- | --------- |
| 2003 | León de Oro a la trayectoria       | -                                       | Ganador   |
| 2003 | Premio de la audiencia-Mejor actor | El señor Ibrahim y las flores del Corán | Ganador   |